# Pete Dye

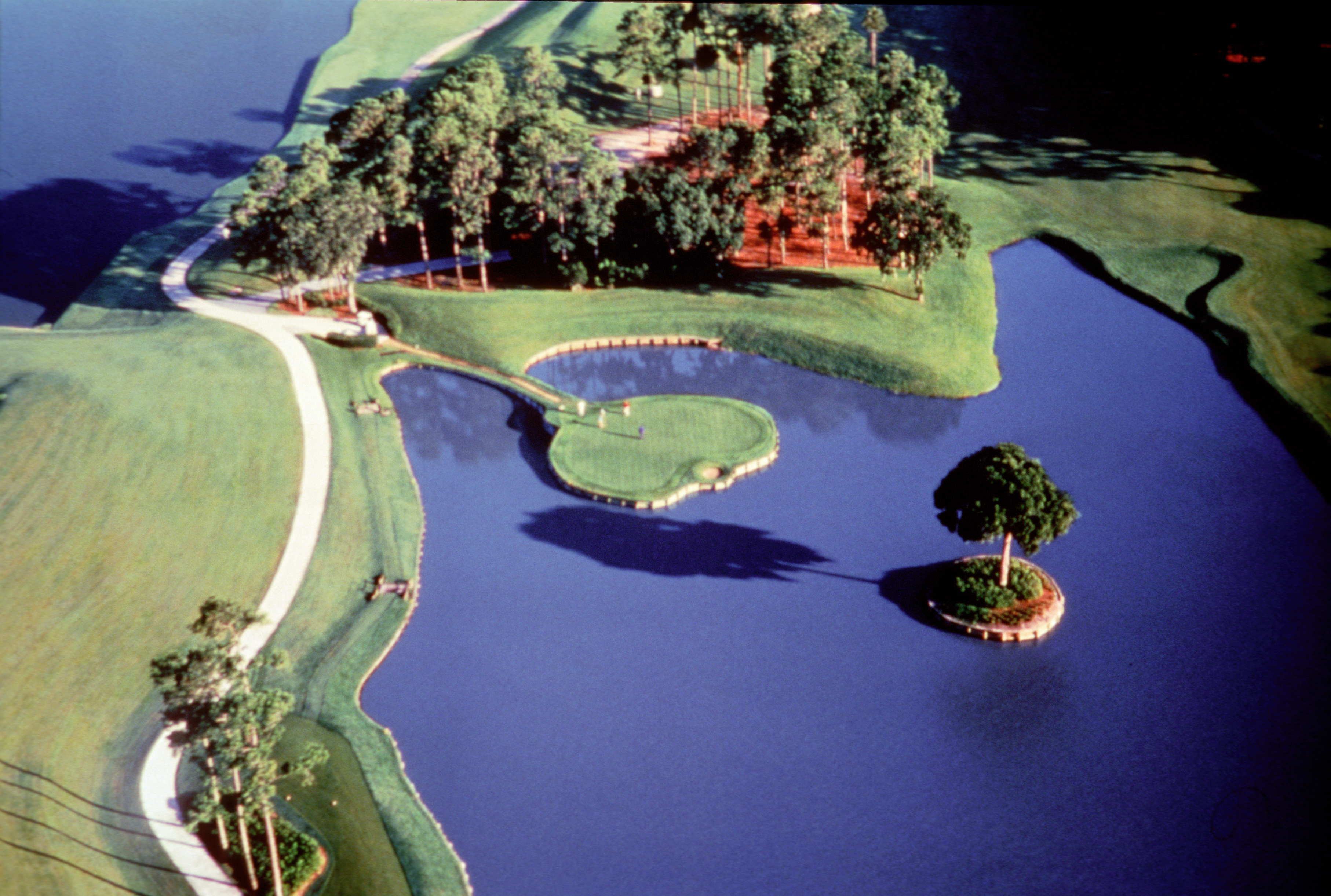
TPC Sawgrass (Loch 17)

Paul „Pete“ Dye Jr. (* 29. Dezember 1925 in Urbana, Ohio; † 9. Januar 2020 in Gulf Stream, Florida) war ein US-amerikanischer Golfarchitekt. Mit seiner Ehefrau Alice Dye und ihrem gemeinsamen Unternehmen Dye Designs gestaltete er über 100 Golfkurse, darunter den TPC Sawgrass mit dem Stadium Course in Ponte Vedra Beach in Florida und Crooked Stick Golf Club in Carmel sowie Whistling Straits in Sheboygan, den PGA West Stadium Course in La Quinta oder Harbour Town Golf Links in Hilton Head Island.